# RFB Fantrainer 400
Fantrainer 400 är ett tyskt skolflygplan med en turbopropmotor som driver en skjutande propeller. Planet tillverkades av Rhein-Flugzeugbau (RFB) på beställning av det tyska flygvapnet.
Flygplanet är ett tvåsitsigt skolflygplan, där lärare och elev sitter i tandem. Flygplanet är försett med ett konventionellt infällbart landställ med två huvudhjul centralt på flygkroppen samt ett noshjul. Flygplanet är till stora delar tillverkat i kompositmaterial. Efter den första leveransen till tyska flygvapnet inledde fabriken en omkonstruktion. Flygplanet försågs med en Allison 250-C30 turboprop motor som gav 230 hk mer. Varianten gavs benämningen Fantrainer 600. Ytterligare en uppgradering var Fantrainer 800, som försågs med en längre flygplanskropp och metallvingar.
I augusti 1982 skrev flygvapnet i Thailand på ett köpkontrakt med delar och licensrättigheter för att slutmontera flygplanet. De två första flygplanen levererades färdigtillverkade från RFB, medan 30 stycken Fantrainer 400 och 15 stycken Fantrainer 600 monterades i Thailand med delar levererade från Tyskland. Strax efter att flygplanen levererats till flygskolan uppstod problem med kompositmaterialet och Thailändska flygvapnet valde att byta till metallvingar av aluminium.